# Kendo World
 (janvier 2017).
Kendo World est un magazine semestriel japonais publié en anglais par le groupe Bunkasha International. Fondé en 2001 par Alexander Bennett et Hamish Robison, il s'impose rapidement comme une référence sérieuse du kendo et budo japonais associés, à une époque où les publications en langues étrangères restent rares. Le magazine est suppléé par un site internet qui regroupe des articles en diverses langues, dont le français.
Spécialisé comme son titre l'indique dans le kendo, Kendo World traite également des arts martiaux japonais qui lui sont affiliés: le iaido et le jodo. Il couvre également des budo moins connus tels que le naginata, le jukendo, le tankendō et les traditions anciennes de kenjutsu. Le magazine fait appel à des contributeurs Japonais et Internationaux experts dans ces disciplines.
Il paraît aux mois de juin et décembre.

## Rubriques
- Hanshi Says
- The Nuts 'n' Bolts of Kendo, par Nakano Yasoji
- Swords of Wisdom, par Alexander Bennett
- Reidan Jichi, par Oya Minoru
- Dojo Files
- Kendo That Cultivates People, par Sumi Masatake
- Cutting Edge, Iaido, par Kaneda Kazuhisa
- Jodo World
- Naginata World
- Jukendo World, par Steve Kelsey et Baptiste Tavernier